# Касей Атажукин
Касай Атажукин (? — 1773) — старший князь-валий (пшыщхуэ) Кабарды (1762—1773), представитель княжеского рода Мисостовых, сын старшего князя — валия Кабарды Атажуко Мисостова (1709/1710—1721).

## Биография
Активный участник междоусобной борьбы кабардинских землевладельцев периода раскола Большой Кабарды (1720—1763) на две враждующие княжеские группировки — т. н. баксанскую, в которую были вовлечены Атажукины (Хатокшоко) и князья Мисостовы с одной стороны, и кашкатавскую с князьями Кайтукиными, Бекмурзиными с другой. Атажукин являлся ярым противником Асланбека Кайтукина. В 1747 году объединение князей Атажукиных (Хатокшоко) с Кайтукиными и Бекмурзиными привело к изгнанию князей Мисостовых, также Атажукина Касея. В 1751 году при посредничестве русского правительства Мисостовы вернулись в Кабарду. После смерти Мухаммеда (Бамата) Кургокина (около 1765) Атажукин возглавил «баксанцев». Последовательно выступал за уничтожение Моздока, основанного на кабардинских землях (1763). Принимал активное участие в переговорах с кабардинскими крестьянами, вышедшими из повиновения своим владельцам в 1767.
После начала русско-турецкой войны 1768—1774 Касей Атажукин занял нейтральную позицию, направленную против вовлечения Кабарды в вооружённый конфликт, предпочитая укреплять её суверенитет методами дипломатии. Препятствовал переселению в верховья р. Кумы сторонников независимости Кабарды и вооружённого сопротивления русским войскам. Остался недоволен условиями установления протектората России над Кабардой, сформулированными в грамоте 1771 года Екатерины II (1762—1796). В последние годы жизни Атажукин активно искал союзников для оказания дипломатического и военно-политического давления на Россию.
В 1773 году после смерти Касая Атажукина новым старшим князем-валием Кабарды был избран Джанхот Татарханов (1773—1785).